# The Death Disc: A Story of the Cromwellian Period
The Death Disc: A Story of the Cromwellian Period é um filme mudo de curta metragem estadunidense, lançado em 1909, dirigido por D. W. Griffith.

## Elenco
- George Nichols
- Marion Leonard
- Edith Haldeman
- Frank Powell
- James Kirkwood, Sr.
- Linda Arvidson
- Charles Craig
- Adele DeGarde
- Frank Evans
- Ruth Hart
- Arthur V. Johnson
- Jeanie MacPherson
- Owen Moore
- Anthony O'Sullivan
- Gertrude Robinson
- Mack Sennett
- Dorothy West